# Mytchenky
Mytchenky est un village de l’oblast de Tchernihiv, raïon de Nijyn, en Ukraine.

## Histoire
Mytchenky  été fondé sur les terres de Jeremi Wiśniowiecki à l’époque de la république des Deux Nations (1636). Selon d’autres sources, il existait déjà en 1606.
Selon l’historien Alexandre Lazarevski (uk), il fut habité après 1625, comme Batouryn.
De 1648 à 1781, il fit partie du sotnia de Batouryn (uk) du régiment de Nijyn de l’Hetmanat cosaque.
Le village est situé sur l’ancienne route de Batouryn, la route de Batouryn à Konotop.
Selon une description de 1654, il y avait une église en bois de l’Intercession de la Bienheureuse Vierge Marie dans le village. Et en ce qui concerne les habitants, on comptait 155 Cosaques et 187 « bourgeois »
Au début du XVIIIe siècle, Mytchenky avait deux tribunaux, celui du greffier général Pylyp Orlyk et celui du chancelier Grigory Hertsyk (uk).
Jusqu'en 1709, les habitants du village payaient l'impôt à la mairie de Batouryn. En particulier, les paysans payaient : 2 hryvnias pour un cheval, 1 hryvnia pour un bœuf et 5 pintes d'avoine de Moscou chacun, tandis que les artisans ("forgerons et serruriers, charpentiers et tailleurs") effectuaient "toutes sortes de travaux de leur métier" pour la ville.
Selon une du 2 mars 1709, Mytchenky fut donné par le Hetman Ivan Skoropadsky au noble camarade militaire Ivan Charnysh. Plus tard, en 1718, Charnysh a également demandé une charte royale signée par le chancelier d'État Golovkin pour les habitants de Mytchenky. Charnysh devint le dirigeant le plus difficile pour ses "sujets", auprès desquels il percevait de lourdes taxes, profitant de sa position (surtout après être devenu juge en chef).
Après le transfert en 1726 du volost de Batouryn à Alexandre Danilovitch Menchikov, une partie des villageois de Mytchenky a également été affecté à ce volost. Peut-être étaient-ils des voisins cosaques, sur lesquels on croyait que Charnysh n'avait aucun droit. Plus tard, ces paysans furent "radiés par sa majesté impériale".
Ivan Charnysh est mort en exil à Moscou en 1728. Ses descendants proches puis lointains possédèrent le village jusqu'en 1769.
En 1769, les habitants de Mytchenky devinrent sujets d'Ivan Stepanovich Leontovych, et après sa mort, la possession fut héritée par les frères Leontovich, le colonel Stepan et l'ami de Bunchuk Vasyl, et son demi-frère, Frydrykevich.
En 1796, un conseil paroissial fut introduit, et Mytchenky devint une partie du volost de Baturyn et du comté de Konotop (en).
Des cosaques, des serfs, des artisans, des marchands, des tchoumaks et 13 familles juives vivaient dans le village de Mytchenky, chacun tenant une boutique. La majorité de la population du village était cosaque, et donc Mytchenky était considéré comme un village cosaque. Les serfs travaillaient jusqu'à 3 à 5 jours par semaine pour les propriétaires fonciers locaux : Zornytsky, Melnyk, Konstantinov, Stefanovsky, Kiriy.
En 1866, le village comptait 367 ménages avec 3 175 habitants, et en 1897 - 740 ménages avec une population de 4 649 âmes.
À la fin du XIXe siècle, il y avait trois écoles paroissiales dans le village aux églises de la Transfiguration, Pokrovsky et Varvariv.
En 1828, Petro Prokopovych fonda la première école d'apiculture en Europe dans le village, qu'il déménagea dans le village en 1830.
De 1836 à 1917, le village exploita une fonderie de cloches (l'une des 25 en activité dans l'Empire russe). L'un des maîtres les plus célèbres fut Nikifor Antonovich Kotlyar (Kotlyarov).

## Galerie d'images

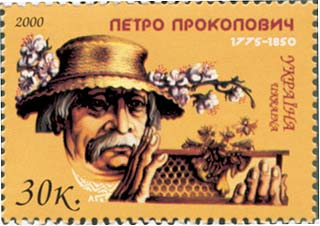
Petro Prokopovych fonda la première école d'apiculture en Europe dans le village
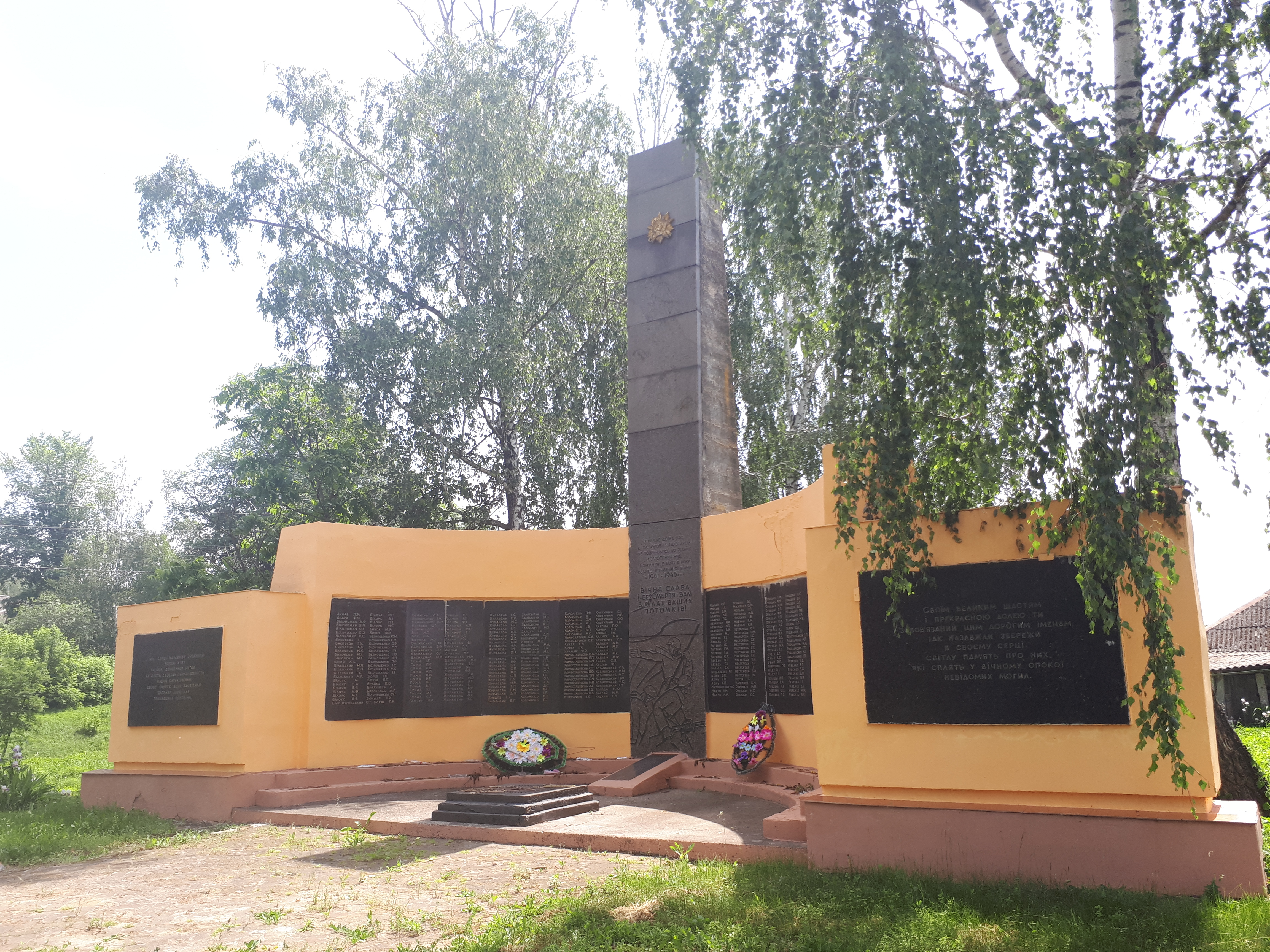
monument au morts, classée[1].